# Bazylika św. Klary w Asyżu
Bazylika św. Klary w Asyżu (wł. Basilica di Santa Chiara) – gotycka budowla postawiona w latach 1257 – 1260 na miejscu kościoła św. Jerzego, w którym początkowo pochowano i kanonizowano św. Franciszka. W kościele św. Jerzego pochowana była także św. Klara, aż do czasu postawienia bazyliki.

## Architektura świątyni
Architektoniczna forma budowli przypomina kościół górny bazyliki św. Franciszka. Jest to trójnawowy kościół z transeptem i wieloboczną apsydą kończącą nawę środkową. Obok apsydy znajduje się wysoka dzwonnica.
Fasada budowli ozdobiona jest pasami różowego kamienia wydobywanego z góry Subasio. Rozeta nad portalem i witraże zostały odbudowane w czasach współczesnych. Zewnętrzne łuki przyporowe dobudowano pod koniec XIV wieku.
W krypcie kościoła, zbudowanej w 1850 r., znajduje się ciało św. Klary umieszczone w kryształowej trumnie. 

## Kaplice
Do kościoła przylegają kaplice:
- Ukrzyżowania – z zabytkowym krucyfiksem z XII wieku. Krzyż został przeniesiony tu z kościoła św. Damiana. Zgodnie z życiorysem św. Franciszka jest to krzyż, z którego przemawiał do niego Jezus Chrystus;
- Najświętszego Sakramentu – ozdobioną freskami szkoły Giotta. Kaplica znajduje się w miejscu zajmowanym przez dawny kościół św. Jerzego;

## Zachowane freski
Na ścianach transeptu i sklepieniu zachowały się freski z XIII i XIV wieku. Są to sceny ze Starego i Nowego Testamentu. Na ścianach lewego ramienia transeptu znajdują się także sceny z życia św. Klary. Nad głównym ołtarzem zawieszono krzyż namalowany przez artystę z Umbrii.